# Akustisk musik

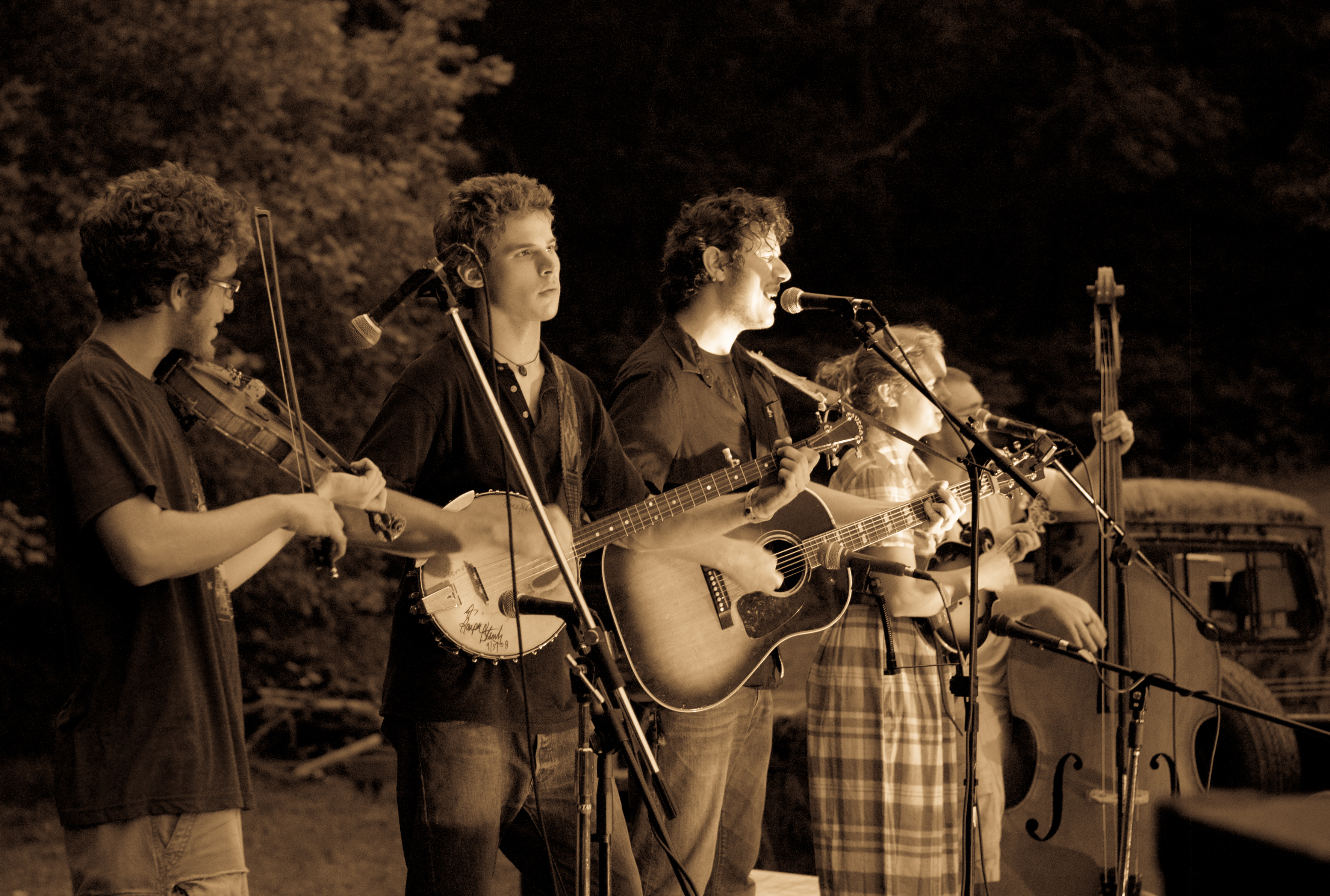
Ett band som spelar akustisk musik.

Akustisk musik är musik som enbart eller primärt framförs med instrument som producerar ljud genom akustik, till skillnad från elektriska och elektroniska.
Retronymen "akustisk musik" började användas sedan elektroniska instrument, som elgitarr, hammondorgel och synthesiser börjat användas under mitten av 1900-talet. Då de elektroniska instrumenten är relativt nya i musikens historia kan man nästan klassa alla instrument och således all musik före 1900-talet som "akustisk". Inom bland annat countrymusiken/folkmusik, singer-songwritergenren, klassisk musik och visor är de akustiska inslagen fortfarande stora. Även inom pop och rock händer det att populära låtar spelas i akustiska versioner.
Efter ökande popularitet för TV-programmet MTV Unplugged under 1990-talet blev akustiska framträdanden av artister som i vanliga fall använder elektroniska instrument kända som "unplugged-konserter".

### Webbkällor
- Svenska Akademiens ordböcker (SAOL, SO och SAOB) på Svenska.se: akustisk. Läst 7 maj 2023